# 雲雷紋
雲雷紋，有時也指雲紋（卷雲紋、雲氣紋）、雷紋（目雷紋、三角雷紋、波形雷紋、斜角雷紋、勾連雷紋），是東亞一種模仿雲和雷的紋飾，是雲紋和雷紋的結合，用於陶器、瓷器、漆器和青銅器之上，以作裝飾。

## 紋飾
一般來說，雲紋是指呈圓弧形的捲曲線條，雷紋是指呈方折形的迴旋線條。雲紋（含卷雲紋）和雷紋都屬於雲雷紋的範疇之下，兩者單獨存在或互相搭配時都可以被稱為雲雷紋。總的來說，不同的考古學流派有不同的描述體系，只要紋飾看起來像雲和雷，在合理的情況下，皆可稱為雲雷紋。

## 演變
雲雷紋出現於新石器時代晚期，有學者認為是從漩渦紋演變而來，在商朝陶器中時見。
雲雷紋在新石器時代晚期不時為陶器的主要紋飾。至青銅時代的青銅器中，則演變為襯托紋飾，常作饕餮紋、鳥紋等主要紋飾的背景襯托紋飾。作為例子，西周的大盂鼎（中國國家博物館藏）以雲雷紋為地，配飾饕餮紋。西周中期的師旗鼎（北京故宮博物院藏）口沿下一周飾有鳥紋以雲雷紋為地。